# Умотавање поклона
Паковање поклона или умотавање поклона је чин облагања поклона неком врстом материјала. Алтернатива умотавању поклона је употреба поклон кутије или торбе. Упаковани или упаковани поклон може да се држи затворен траком и прекривен украсном машном.

## Историја
Употреба папира за паковање је први пут документована у древној Кини, где је папир измишљен у 2. веку пре нове ере. У династији Сунг, новчани поклони су били умотани у папир, формирајући коверту познату као chih pao. Упаковане поклоне кинески двор је делио државним званичницима.  У кинеском тексту <i id="mwKg">Thien Kung Khai Wu</i>, Сунг Јинг-Хсинг наводи да се најгрубљи папир за умотавање производи од пиринчаних сламки и бамбусових влакана.
Иако браћа Хол Ролие и Џојс Халл, оснивачи Халлмарк Цардс, нису измислили умотавање поклона, њихове иновације су довеле до развоја модерног паковања поклона. Они су помогли да се популаризује идеја декоративног паковања поклона у 20. веку, а према Џојс Холу, „посао са украсним умотавањем поклона рођен је оног дана када је Роли ставио те француске омоте за коверте на витрину“.

## По култури

### Азијске културе
У кинеској култури, црвена боја уркасног папира означава срећу јер је живахна и јака боја. Сматра се симболом среће и доброг здравља.
У јапанској култури, папир за умотавање и кутије су уобичајени. Међутим, традиционално паковање од тканине звано uroshiki постаје све популарније, посебно као еколошки прихватљива алтернатива папиру за завијање.
У корејској култури, бојаги се понекад користи за паковање поклона. Једанбо је свечани бојаги који се користи за умотавање свадбених поклона од породице невесте члановима младожењине.
У вијетнамској култури, паковање поклона је саставни део традиције давања поклона.Вијетнамци често користе елегантне и шарене поклон кутије како би створили ефекат визуелне привлачности. Црвена и златна боја су посебно омиљене, јер симболизују срећу и радост. Вијетнамци такође обраћају посебну пажњу на поруке и жеље на поклонима, изражавајући бригу и наклоност. Поред тога, постоји тренд коришћења еколошки прихватљивих материјала као што су рециклирани папир и одрживе траке за умотавање поклона.

### Западне културе
У западној култури, поклони су често умотани у папир за пакопвање (украсни папир) и уз поклон се прилаже поклон-порука на којој се може навести прилика, име примаоца и име даваоца.
Пре увођења марамице, викторијанци више класе на западу су обично користили украшени и обојени дебели папир за паковање поклона. Модерни шарени папир за умотавање су на америчко тржиште представили браћа Хол 1917. године. У продавници канцеларијског материјала у Канзас Ситију понестало је традиционалних белих, црвених и зелених једнобојних папирних марамица и почела је да продаје шарене омоте за коверте из Француске. Показавши се популарном, компанија је промовисала нове дизајне у наредним деценијама, додајући траке 1930-их, а Холмарк је остаои један од највећих америчких произвођача амбалаже за поклоне. Компанија је забележила податак да амбалажа за поклоне износи 3,2 милијарде долара годишње у малопродаји у САД 

## Бацање
У Британији се процењује да се годишње за Божић баци 226.800 миља украсног папира. У Канади се истим поводом годишње баци 6 милиона ролни траке за умотавање поклона за Божић. Неки људи покушавају да избегну ово тако што пажљиво одмотају поклоне како би, надамо се, дозволили поновну употребу папира, док други користе украшене платнене вреће за поклоне које се могу лако поново употребити много пута; оба ова концепта су део зеленог тренда даривања који подстиче рециклажу. Многи људи прелазе на тренд умотавања поклона у новине, странице часописа, старе мапе, календаре и у корпе како би спасили папир за једнократну употребу да не заврши у ђубрету.

### Правилно одлагање
Одлагање папира за умотавање поклона постало је све сложеније јер нису сви папири у потпуности направљени од папира. Визуелно задивљујући сјајни поклон папири су често премазани пластичним лаковима или фолијама, што их чини непогодним за рециклажу и захтевају одлагање као остатак отпада. Само једноставан, штампан папир за умотавање поклона може се лако рециклирати са уобичајеним отпадом од папира.

## Психологија
У прошлости се показало да паковање поклона позитивно утиче на примаоца који ће вероватније позитивно оценити своје поклоне ако су имали традиционално паковање поклона. Недавно су истраживачи открили да ће примаоци поклона имати већа очекивања од поклона у унутрашњости на основу уредности паковања поклона.
У многим земљама боја папира за умотавање има асоцијације на симболичка значења која се односе на сахране и жалост. Ове одређене боје треба избегавати приликом паковања поклона у овим земљама.